# Premier hôtel du Parlement à Québec
Le premier hôtel du Parlement à Québec est un édifice ayant abrité le Parlement du Bas-Canada entre 1834 et 1837 ainsi que le Parlement de la province du Canada entre 1852 et 1854. Construit à partir de 1831 et complété en 1852, il est détruit par un incendie en 1854.

## Historique

### Parlement du Bas-Canada
La première institution parlementaire au Québec, le Parlement du Bas-Canada, est créé à la suite de l'adoption de l'Acte constitutionnel de 1791. Le tout nouveau gouvernement n'a alors pas le temps ni les moyens de construire immédiatement un édifice pour abriter ses parlementaires. L'ancien palais épiscopal de Québec est donc loué par l'évêché de Québec au Parlement. Sa chapelle sert de chambre d'assemblée. Cependant, le bâtiment devient rapidement trop étroit et vétuste. Le fonctionnaire Joseph Bouchette le juge dans un « état déplorable » en 1815. Le gouvernement veut acquérir le site pour construire un véritable édifice parlementaire.
En 1826, un comité de la Chambre d'assemblée entreprend de négocier avec l'archevêque Bernard-Claude Panet pour rénover l'édifice et l'acheter définitivement en échange d'une rente perpétuelle de milles louis. L'archidiocèse se dit d'accord pour les rénovations mais pas pour l'abandon de sa propriété. La demande de cession et d'aliénation de la propriété est reformulée à nouveau en 1829 et le 2 mars 1831, l'offre est finalement acceptée. Un contrat est passé à cet effet le 1er août 1832.

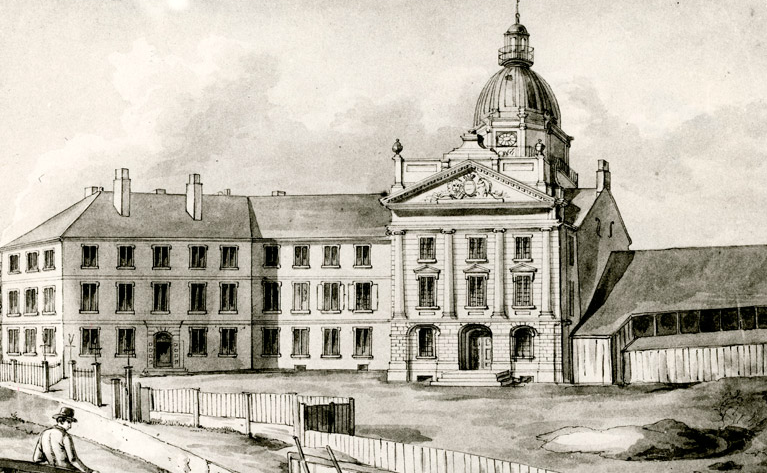
L'édifice inachevé en 1835.

Les travaux d'excavation débutent le 13 juin 1831. L'architecte Thomas Baillairgé dirige les travaux de l'aile gauche tandis que Louis-Thomas Berlinguet s'occupe du corps central. Les députés siègent une dernière fois dans l'ancienne chapelle le 3 avril 1833 avant que la démolition de celle-ci débute le 11 avril suivant. Ils emménagent dans la nouvelle aile gauche le 7 janvier 1834 puis dans le corps central le 21 février 1835. De l'ancien édifice, seul reste l'aile sud-est, qui loge entre autres le musée du sculpteur et doreur Pierre Chasseur, dont la gestion est assurée par la Literary and Historical Society of Quebec (LHSQ) à partir de 1841
L'aile droite n'est toujours pas construite lors de rébellion des Patriotes. Les parlementaires bas-canadiens siègent une dernière fois dans l'édifice 26 août 1837 avant la suspension du Parlement.

### Parlement du Canada-Uni

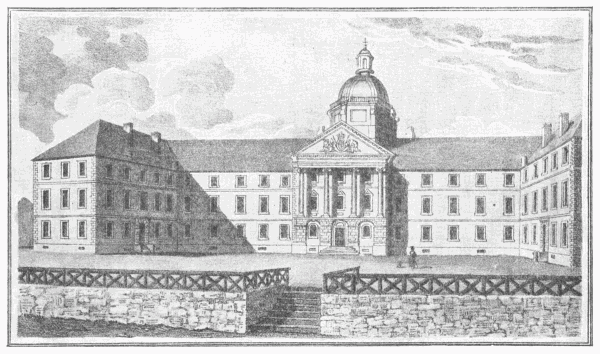
Illustration du bâtiment entièrement complété.

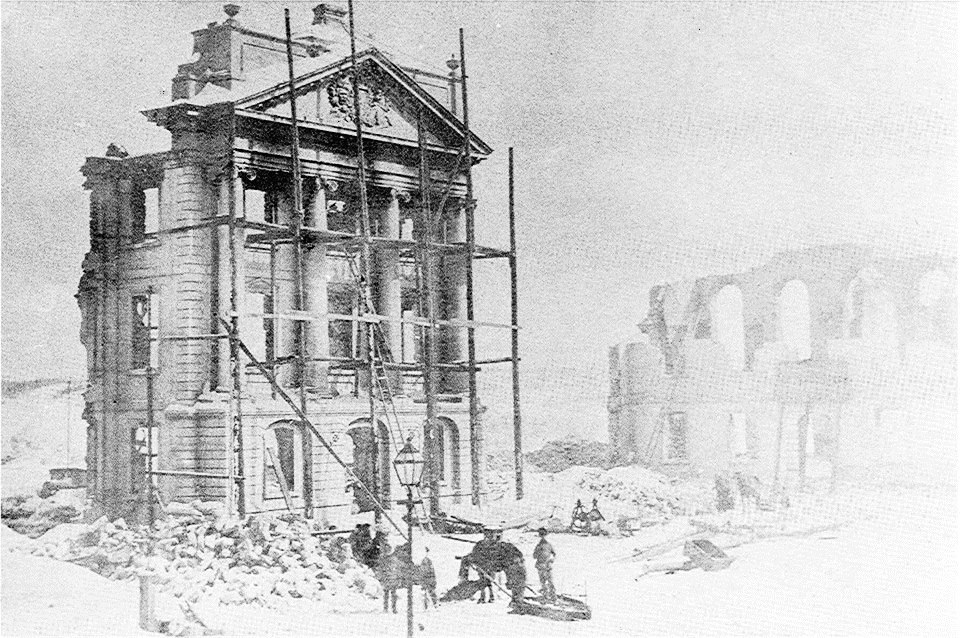
Les ruines de l'hôtel du Parlement après l'incendie de 1854.

Dans la province du Canada, Québec perd son statut de capitale, mais le reprend quelques années après les agitations à Montréal. La démolition des restes de l'ancien palais épiscopal est achevé en 1851 et l'aile droite est construite. Pierre Gauvreau fait les plans et George Browne (en) la décoration intérieure. L'ouvrage est complété en 1852, année où Québec redevient capitale.
L'Assemblée législative de la province du Canada n'y siègera que pendant la première session de la 4e législature puisque 1er février 1854, un incendie accidentel détruit l'édifice. Lors de l'incendie, la moitié de la collection de la Bibliothèque de l'Assemblée nationale du Québec, qui compte environ 17 000 volumes, disparaît, ainsi que le musée de la LHSQ. Une partie des pierres du bâtiment est récupérée pour la construction de la façade du marché Champlain.
Le site accueillera le deuxième hôtel du Parlement à Québec à partir de 1860.